# Hinata Miyazawa
Hinata Miyazawa (宮澤 ひなた Miyazawa Hinata?), född 21 november 1999, är en japansk fotbollsspelare som spelar för Nippon TV Beleza.
Hinata Miyazawa spelade 1 landskamper för det japanska landslaget.